# Les Côtes-d'Arey
Les Côtes-d'Arey (lyssna (fil)) är en kommun i departementet Isère i regionen Auvergne-Rhône-Alpes i sydöstra Frankrike. Kommunen ligger i kantonen Vienne-Sud som tillhör arrondissementet Vienne. År 2022 hade Les Côtes-d'Arey 2 023 invånare.

## Befolkningsutveckling
Antalet invånare i kommunen Les Côtes-d'Arey
Referens:INSEE